# Michael Langer (Künstler)
Michael Langer (* 24. August 1929 in Zittau; † 30. April 2022) war ein deutscher Maler, Zeichner und Kunsttheoretiker.

## Werdegang
Langer besuchte 1948–49 die Landeskunstschule in Hamburg und 1949–52 die Akademie der Bildenden Künste München bei Franz Xaver Fuhr. Anschließend lernte er 1952–53 an der École nationale supérieure des beaux-arts de Paris und begann 1954 eine Ausbildung zum Kunsterzieher. 1957–75 arbeitete er als Lehrer für technisches Zeichnen und Kunsterziehung an verschiedenen Münchner Schulen, anschließend von 1975 bis 1992 als Dozent für Kunsterziehung an der Ludwig-Maximilians-Universität München. Langer erhielt 1962 den Kunstpreis des Münchner Herbstsalons. Er arbeitete 1969–72 an Experimentalfilmen.
Er lebte in München-Schwabing.

## Werk
Zwischen 1963 und 1969 entstanden etwa 200 Gemälde, Zeichnungen und Gouachen in einer völlig eigenständigen Bildsprache. Dazu gehören die „Sprechblasenbilder“ und „Zerrbilder“. Im Spannungsfeld zwischen der nach 1945 vorherrschenden Abstraktion und der neuaufkeimenden Pop-Art zeigen diese die menschliche Gestalt auf verschiedene Arten verzerrt und deformiert. Die grelle Farbigkeit hat, ähnlich wie bei dem mit ihm befreundeten Maler Uwe Lausen, Bezüge zur Bildästhetik des Comic. Nach 1969 entstanden Experimentalfilme, danach schrieb er kunsttheoretische Bücher.
Erst ab den neunziger Jahren beginnt Langer wieder zu malen. Hier erweitert er die expressive Gegenständlichkeit von der Figur zum Gegenstand und wählt eine zurückhaltendere Farbgebung. Die Bedeutung seines Werks, besonders der abgeschlossenen frühen Phase, wird ab 1989 zunehmend geschätzt und häufiger gezeigt. 2014 war Langer mit mehreren Bildern in der Schirn-Kunsthalle Frankfurt im Rahmen der Ausstellung „German Pop“ präsentiert.

## Ausstellungen

### Einzelausstellungen (Auswahl)
- 1963/68 Galerie Casa, München
- 1989 Otto Galerie, München
- 1990–95 Galerie Klewan (mehrfach)
- 1991 One man show, Kunstmesse Art Karlsruhe
- 1995 Kleiner Kunstpalast, Meran
- 1998 Universitätsgalerie, Innsbruck
- 2005 Rathausgalerie München / Otto-Galerie, München / Galerie im Taubenturm Diessen, Ammersee
- 2006 Andy Warhol & Michael Langer - Pop Art, Fischer Kunsthandel & Edition, Berlin
- 2009 Zerrbilder 1965-68, Galerie im Prediger, Schwäbisch Gmünd
- 2012 Malerei 1965–2000, Karl&Faber, München
- 2012 Galerie Klaus Gerrit Friese, Stuttgart: „Michael Langer. Sprechblasen- und Zerrbilder“
- 2014 Otto-Galerie, München: „Ein Rückblick zum 85.“
- 2014 Galerie Clemens Thimme, Karlsruhe: „Michael Langer. Zerrbilder 1965-69 und 1990-2006“
- 2015 Galerie Hammer, Regensburg
- 2016 Galerie Clemens Thimme, Karlsruhe: „Anamorphosen: Bilder der 60er Jahre“
- 2020 Galerie Clemens Thimme, Karlsruhe: „Rätsel Rätsel: 9 Bilder aus dem Jahr 1964“
- 2023 Michael Langer: Absurder Realismus, Wien
- 2023 Galerie Clemens Thimme, Karlsruhe: Bavarian Pop
- 2024 Galerie Michael Haas: Berlin, Michael Langer. Das frühe Werk

### Gruppenausstellungen (Auswahl)
- 2014 Schirn Kunsthalle, Frankfurt, „German Pop“
- 2016 Schaezlerpalais Augsburg, „Rendezvous der Künstler, Meisterwerke aus der Sammlung Helmut Klewan“

## Experimentalfilme
- 1969 Yin (Prädikat „wertvoll“)
- 1971 Sigma
- 1972 Mutationen

## Publikationen
- Ästhetik des Sichtbaren, Grundlegung in 21 Aufsätzen, Mittenwald 1980
- Kunst am Nullpunkt, eine Analyse der Avantgarde im 20. Jahrhundert, Worms 1984
- Innovation und Kunstqualität, die Kategorien des Neuen in der Kunst, Worms 1989